# Alcatel-Lucent Deutschland
Die Alcatel-Lucent Deutschland AG war eine Tochter des französischen Herstellers von Netz- und Telekommunikationstechnik Alcatel-Lucent. Ihr Sitz war in Stuttgart-Zuffenhausen.
Das Unternehmen entstand Anfang 2007 durch Verschmelzung der Lucent Technologies Network Systems GmbH in Nürnberg auf die Alcatel SEL AG in Stuttgart, im Zuge der Fusion ihrer jeweiligen Muttergesellschaften Alcatel S.A. und Lucent Technologies, Inc. Die beiden deutschen Tochterunternehmen stammten aus einer langen Tradition, die bis in die Gründerzeit der Elektroindustrie im 19. Jahrhundert zurückreichte. Zum Zeitpunkt der Verschmelzung hatten sie aber nur noch einen kleinen Bruchteil ihrer ehemaligen Größe und ihre Produktionsstätten schon lange stillgelegt. Sie dienten vor allem der Forschung und Entwicklung. Der Rückgang des Geschäfts und der Mitarbeiterzahlen setzte sich auch nach dem Zusammenschluss fort. Durch konzerninterne Regelung waren ab dem Jahr 2011 wesentliche Funktionen der Geschäftsführung auf die Zentrale nach Frankreich übertragen.
Mit Übernahme der Alcatel-Lucent S.A. durch Nokia zum 14. Januar 2016 wurde auch die Alcatel-Lucent Deutschland AG Teil des Nokia-Konzerns. Die neue Konzernführung kündigte an, die Markennamen „Alcatel“ oder „Alcatel-Lucent“ nicht länger zu verwenden. In der Folgezeit ging der Betrieb im Nokia-Konzern auf und die Aktiengesellschaft wurde im August 2017 aus dem Handelsregister gelöscht.

## Geschichte

### Vorgeschichte
Mit Entstehung der Alcatel-Lucent S.A. gründete der Konzern die Alcatel-Lucent International S.A.S. mit Sitz in Boulogne-Billancourt zur Steuerung der internationalen Beteiligungen. Die von Alcatel S.A. in die Fusion eingebrachte Alcatel SEL AG übernahm für 76,8 Mio. € mit Wirkung zum 1. Januar 2007 alle Anteile der bislang von Lucent Technologies geführten Lucent Technologies Network Systems GmbH. Im Anschluss sind die deutschen Töchter zur Alcatel-Lucent Deutschland AG verschmolzen.
Die Alcatel SEL AG geht auf die Standard Elektrik Lorenz AG zurück, einen Mischkonzern der Elektroindustrie, der in den 1960er und 1970er Jahren zu den zehn größten deutschen Unternehmen zählte. Die häufig verwendete Abkürzung SEL für den Unternehmensnamen war bei beiden Vorgängern gleichermaßen in Gebrauch. Der dadurch vermittelte Eindruck von Kontinuität war erwünscht, aber nur teilweise berechtigt. Von der 1958 aus der Verschmelzung der C. Lorenz AG mit der Standard Elektrik AG hervorgegangenen Standard Elektrik Lorenz waren zur Namensänderung bereits größere Bereiche abgetrennt und verkauft oder stillgelegt worden. Langjähriger Eigentümer war die amerikanische International Telephone & Telegraph (ITT), die bereits in den 1930er Jahren deutsche Elektrounternehmen wie C. Lorenz und Mix & Genest in Berlin aufgekauft und nach dem Krieg in Stuttgart wieder aufgebaut hatte. Nach einem in den 1980er Jahren sehr teuer gescheiterten Versuch, mit ihrem auf Europa konzentrierten Nachrichtentechnikbereich auf den von AT&T beherrschten Heimatmarkt in den Vereinigten Staaten vorzudringen und der Erkenntnis bei SEL auf Dauer nicht aus dem Schatten der deutschen Marktführerin Siemens treten zu können, entschied das amerikanische Management, sich aus dem Telekommunikationsgeschäft zurückzuziehen.
Ab Ende 1986 führte ITT eine Vielzahl europäischer Beteiligungen mit der kleineren, aber ähnlich aufgestellten französischen Compagnie Générale d'Électricité (CGE) zur Alcatel N.V. zusammen und verkaufte ihre Geschäftsanteile in zwei Schritten an CGE. Damit gehörte auch Standard Elektrik Lorenz zu Alcatel, dem nach rechnerischem Marktanteil ab seiner Gründung zweitgrößten Telekommunikationsausrüster der Welt. Zunehmender Wettbewerb, Fehlentscheidungen und Skandale sowohl deutscher als auch französischer Manager führten zu einer schweren Krise, auf die das Unternehmen mit Entlassungen, Stilllegung und dem Verkauf von Bereichen reagierte. Einen Teil des Electronic Components Engineering und die nicht mehr rentable Konsumgüterelektronik übernahm am 1. Januar 1988 Nokia. Kabelwerk, Verteidigungssysteme und Air Navigation Systems wurden ausgelagert und die beiden zuletzt genannten an Thomson-CSF verkauft, ein Vorgängerunternehmen der Thales Group. Bis zur Gründung der Alcatel-Lucent Deutschland war nur noch ein Kernbereich um die Nachrichtentechnik erhalten.
In Nürnberg war unter Felten & Guilleaume (F&G) mit der Süddeutschen Telefon-Apparate-, Kabel- und Drahtwerke A.G. (TeKaDe) ein Zentrum für Elektrotechnik entstanden, aus dem in den 1980er Jahren von der niederländischen Philips die Philips Kommunikations Industrie AG (PKI) gebildet wurde. Nach mehreren Entlassungswellen übernahm Anfang 1996 die amerikanische Marktführerin AT&T das Geschäft, um es in ihre neue, im Zuge der Deregulierung des US-Marktes gegründete Tochter Lucent Technologies, Inc. einzubringen. Bis auf eine kleinere Anzahl Forscher, aus denen die AT&T Laboratories gebildet wurden, waren auch die Bell Laboratories Teil des neuen Unternehmens. In der allgemeinen Krise der New Economy erfuhr Lucent Technologies einen Niedergang. Mehrere Fachbereiche wurden als eigenständige Unternehmen abgespalten, wie Avaya und Agere. Standorte mussten geschlossen werden, die Produktion wurde ausgelagert. Nach Schließung der Entwicklungsabteilung in Huizen/Hilversum in den Niederlanden war Nürnberg der größte Entwicklungsstandort des Unternehmens außerhalb der Vereinigten Staaten.

### Alcatel-Lucent

Logo ab Unternehmensgründung

Späteres Logo, bis Anfang 2016, unter Nokia nicht mehr in Verwendung

Bereits unter Vorgängerin Alcatel SEL war zum 31. August 2006 die Transportsparte als Alcatel Transport Solutions Deutschland GmbH ausgegliedert worden. Im Zuge der Fusion übertrug Alcatel-Lucent Deutschland am 5. Januar 2007 sämtliche Anteile an die Thales Group. Seit den 1950er Jahren war der Bereich neben Siemens Lieferant der Deutschen Bundesbahn für Relaisstellwerke Sp Dr L gewesen und hatte ab den 1970er-Jahren die elektronische Stell- und Sicherungstechnik (LZB, ESTW, ETCS) der Eisenbahn in Deutschland vorangetrieben.
Im Jahr 2008 beendete das Unternehmen bei den Bell Labs die Grundlagenforschung, verlagerte Entwicklungsthemen um den Mobilfunkstandard UMTS aus Nürnberg an einen kurz zuvor von Nortel übernommenen Forschungsstandort in der Nähe von Paris und leitete den Umzug der deutschen Bell-Labs-Niederlassung nach Stuttgart ein. Die von der Alcatel SEL erworbene und bei Alcatel-Lucent verbliebene Tochter Dunkermotoren, ein Hersteller von Antriebssystemen in Bonndorf im Schwarzwald, ging im Jahr 2009 an die deutsch-schwedische Private-Equity-Gesellschaft Triton Partners, die das Unternehmen 2012 an Ametek weiterverkaufte.
Auf der Cebit 2009 erklärte Alf Henryk Wulf, damaliger Vorstandsvorsitzender von Alcatel-Lucent in Deutschland, das Unternehmen habe sich vom Breitbandausbau über Wimax verabschiedet, auf den man lange Zeit vergeblich gehofft hatte, um zukünftig ebenfalls auf die 4G-Technik Long Term Evolution (LTE) zu setzen. Im Frühjahr 2010 erhielt Alcatel-Lucent im Bieterverfahren der Bundesanstalt für den Digitalfunk der Behörden und Organisationen mit Sicherheitsaufgaben (BDBOS) den Zuschlag, für die kommenden zehn Jahre den neuen digitalen BOS-Funk zu betreiben, der ursprünglich schon 2006 den veralteten Analogfunk ablösen sollte. Hierfür wurde die Alcatel-Lucent Digitalfunk Betriebsgesellschaft mbH mit Sitz in Berlin gegründet, die den Betrieb des Digitalfunknetzes von EADS Secure Networks GmbH am 1. Juli 2010 übernahm.
Ebenfalls im Jahr 2009 vereinbarte das Stuttgarter Unternehmen mit Airbus und der Deutschen Telekom ein gemeinsames Forschungsprojekt für Luft-Boden-Verbindungen mit LTE-Technik zum Einsatz in Flugzeugen. Die ersten Tests begannen zwei Jahre später. Mit der britischen Inmarsat als Technologiepartner ab 2014, entstand daraus das European Aviation Network (EAN).
Am 1. Januar 2011 verlegte das Unternehmen die schon zuvor sehr weitgehend von der Konzernzentrale geprägte Steuerung des operativen Geschäfts durch Einführung des „Prinzipal-Modells“ auch formell nach Frankreich. Dabei wurde das gesellschaftliche Risiko, die Ausübung der für die Wertschöpfung bestimmenden Faktoren und alle wesentlichen Vermögensgegenstände der Alcatel-Lucent Deutschland auf ihren „Prinzipal“, die Alcatel-Lucent International S.A.S. mit Sitz in Boulogne-Billancourt übertragen.
Im Rahmen der Konzentration auf die Standorte Stuttgart und Nürnberg wurden im Jahr 2013 die Betriebe in Berlin, Bonn, Hannover, München und Neu-Isenburg geschlossen und die bisherigen Tochtergesellschaften Alcatel-Lucent Networks GmbH und Alcatel-Lucent Internetworking Deutschland GmbH auf die Alcatel-Lucent Deutschland AG verschmolzen.
Der seit 2007 von Alcatel-Lucent betreute Ausbau und Betrieb des Mobilfunknetzes der E-Plus-Gruppe wechselte Anfang 2014 zur chinesischen ZTE. Die auf diese Aufgabe bislang spezialisierte Firma Alcatel-Lucent Network Services GmbH (ALNS) mit 750 Angestellten wurde von ZTE Services Deutschland GmbH am 8. Januar 2014 übernommen. Am 1. Juli 2014 wurde der deutsche Anteil am Unternehmensbereich Enterprise als Alcatel-Lucent Enterprise Deutschland GmbH ausgegliedert und am 1. Oktober 2014 auf eine französische Holdinggesellschaft übertragen. Am 2. Oktober 2014 verkaufte die Muttergesellschaft 85 % der Anteile an Alcatel-Lucent Enterprise mit 2700 Beschäftigten in 80 Ländern für 202 Millionen Euro an die chinesische Investmentgesellschaft China Huaxin.

### Weitere Entwicklung bei Nokia
Im April 2015 legte der finnische Konzern Nokia dem Alcatel-Lucent-Konzern ein Übernahmeangebot für 15,6 Milliarden Euro in Aktien vor. Am 6. Januar 2016 wurden die entsprechenden Aktien in Nokia-Aktien getauscht und Alcatel-Lucent im CAC 40 durch Nokia ersetzt. Seit dem 14. Januar 2016 treten die beiden Firmen gemeinsam unter dem Namen Nokia auf. Der Markenname Alcatel-Lucent verschwand dabei komplett. Soweit „Alcatel“ und „Alcatel-Lucent“ weiterhin Verwendung finden, handelt es sich nur noch um deren frühere Partner oder ehemalige Teilbereiche, die sich bei ihrer Trennung den Markennamen und seine Weiterverwendung vertraglich gesichert haben.
Kurz nach der Fusion kündigte Nokia an, 1.400 Mitarbeiter in Deutschland zu entlassen. Am 15. August 2017 wurde die Aktiengesellschaft auf die Alcatel-Lucent Holding GmbH verschmolzen und am 17. August im Handelsregister gelöscht. Die Holding ging dann einen Tag später in der Nokia Solutions and Networks GmbH & Co. KG auf.

## Unternehmensnahe Stiftung
Standard Elektrik Lorenz gründete am 21. Oktober 1979 eine gemeinnützige Stiftung. Ihre Aufgabe war die Förderung von Forschungsarbeiten, die zum besseren Zusammenwirken von Mensch und Technik in Kommunikationssystemen beitragen. Nach Verkauf und Umbenennung des Unternehmens in Alcatel SEL änderte die Stiftung ihren Namen auf Alcatel SEL Stiftung. Bis zu ihrem 25-jährigen Jubiläum im Jahr 2004, unter dem Motto „für eine menschengerechte Technik“, hatte sie nach eigenen Angaben mehr als 500 Vortragsveranstaltungen und über 150 Publikationen gefördert. Neben dem Forschungspreis Technische Kommunikation, der mit 20.000 Euro höchstdotierten Einzelauszeichnung für außerindustrielle Forschung, wurden jährlich auch bis zu zwei abgeschlossene wirtschaftswissenschaftliche Dissertationen zum Themenkreis „Kommunikations- und Informationstechnik“ mit einem Preis von je 5.000 Euro ausgezeichnet.
Nach Entstehung der Alcatel-Lucent wurde der Stiftungsname erneut an den Unternehmensnamen angepasst auf Alcatel-Lucent Stiftung für Kommunikationsforschung. Mitte 2015 erklärte die Stiftung auf ihrer Webseite, dass aufgrund der wirtschaftlichen Lage ihrer Spenderin die zukünftige Arbeit ungewiss sei. Seit diesem Zeitpunkt hat sie ihre Tätigkeit eingestellt.